# Dallerup Sogn
Dallerup Sogn er et sogn i Silkeborg Provsti (Århus Stift).
Dallerup Sogn var anneks til Linå Sogn indtil 1855, hvor Linå Sogn blev anneks til Silkeborg Sogn. Derefter blev Låsby Sogn anneks til Dallerup Sogn. Alle 4 sogne hørte til Gjern Herred i Skanderborg Amt. Trods annekteringen var Dallerup og Låsby to selvstændige sognekommuner. Ved kommunalreformen i 1970 blev Dallerup indlemmet i Gjern Kommune, som ved strukturreformen i 2007 indgik i Silkeborg Kommune, mens Låsby blev indlemmet i Ry Kommune, som ved strukturreformen indgik i Skanderborg Kommune.
I Dallerup Sogn ligger Dallerup Kirke.
I sognet findes følgende autoriserede stednavne:
- Bjarup (bebyggelse)
- Dallerup (bebyggelse, ejerlav)
- Purlund (bebyggelse)
- Sorring (bebyggelse, ejerlav)
- Sorring Skov (areal)
- Sorringskov (bebyggelse)
- Sønderskov (areal)
- Tovstrup (bebyggelse, ejerlav)
- Tovstrup Nørreskov (areal)
- Tovstrup Stationsby (bebyggelse)
- Volstrup Mark (bebyggelse, ejerlav)